# Prototype Cup Germany
La Prototype Cup Germany est un championnat de course automobile d'endurance créé par l'ADAC et Creventic.

## Historique

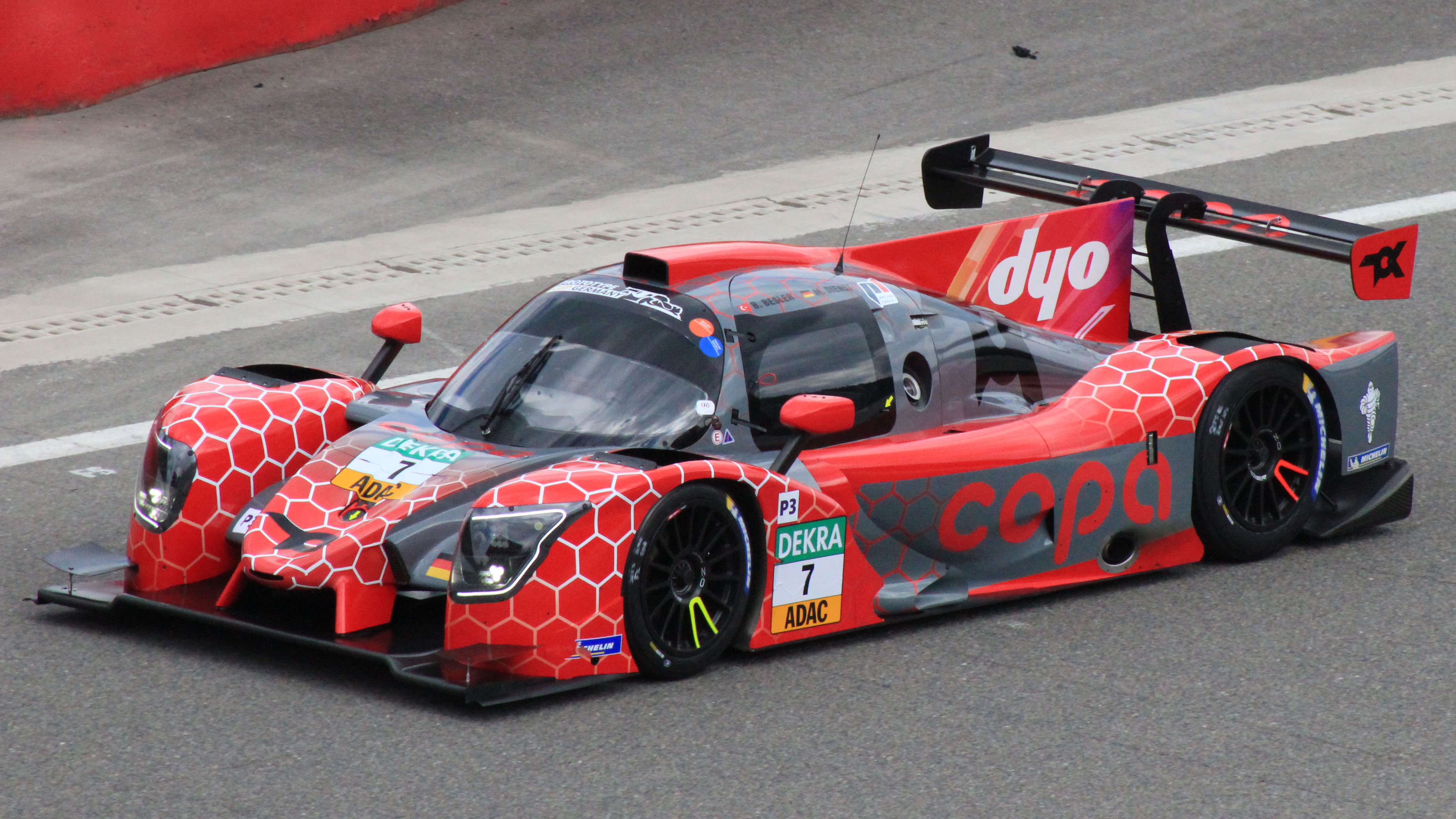
La Ligier JS P320 n°7 de l'écurie allemande Toksport WRT, gagnante du championnat Prototype Cup Germany 2022.

Le 21 décembre 2021, l'ADAC, en collaboration avec le promoteur néerlandais Creventic, annoncent la création d'un nouveau championnat ouvert aux voitures répondant à la réglementation LMP3. Pour la première saison, quatre manches se déroulent sur des circuits tels que les Hockenheimring, Lausitzring, Nürburgring et le Circuit de Spa-Francorchamps,. Pour cette première saison, 17 écuries participent au championnat en engageant des voitures telles que les Ginetta G61-LT-P3, Duqueine M30 - D08 et Ligier JS P320. L'écurie allemande Toksport WRT (en) avec ses pilotes Berkay Besler (en) et Marvin Dienst (en) remportent le championnat avec une Ligier JS P320.
Le 8 décembre 2022, l'ADAC, annonce que les GT3 de l’ADAC GT Masters rouleront désormais lors des mêmes courses que les LMP3 de la Prototype Cup Germany, pour former le DTM Endurance à l'image de la Michelin Le Mans Cup. Devant l'étonnement des écuries par la création de ce nouveau championnat, l'ADAC fait machine arrière et sépare de nouveau les championnats GT3 et LMP3. Pour la seconde saison, six manches se déroulent sur des circuits tels que les Hockenheimring, Motorsport Arena Oschersleben, Norisring, TT Circuit Assen, Nürburgring et le Circuit de Zandvoort. 22 voitures participent au championnat. L'écurie luxembourgeoise Racing Experience avec ses pilotes Gary Hauser et Markus Pommer remporte le championnat avec une Duqueine M30 - D08.
Le 7 novembre 2023, l'ADAC, annonce le calendrier de la saison 2024. Comme la saison précédente, le championnat est composé de six manches. Le Circuit de Spa-Francorchamps fait son retour après un an d'absence et le championnat rejoindra le DTM pour trois épreuves au Lausitzring au Nürburgring et au Sachsenring. L'écurie allemande Gebhardt Motorsport avec ses pilotes Valentino Catalano (en) et Markus Pommer remporte le championnat avec une Duqueine M30 - D08.

## Épreuves
| Course                        | 2022 | 2023 | 2024 | Nombre |
| ----------------------------- | ---- | ---- | ---- | ------ |
| TT Circuit Assen              |      |      |      | 1      |
| Motorsport Arena Oschersleben |      |      |      | 1      |
| Hockenheimring                |      |      |      | 3      |
| Lausitzring                   |      |      |      | 2      |
| Norisring                     |      |      |      | 1      |
| Nürburgring                   |      |      |      | 3      |
| Sachsenring                   |      |      |      | 1      |
| Circuit de Spa-Francorchamps  |      |      |      | 2      |
| Circuit de Zandvoort          |      |      |      | 2      |

## Palmarès
|      | Écurie              | Pilote                                | Voiture            |
| ---- | ------------------- | ------------------------------------- | ------------------ |
| 2022 | Toksport WRT (en)   | Berkay Besler (en) Marvin Dienst (en) | Ligier JS P320     |
| 2023 | Racing Experience   | Gary Hauser Markus Pommer             | Duqueine M30 - D08 |
| 2024 | Gebhardt Motorsport | Valentino Catalano (en) Markus Pommer | Duqueine M30 - D08 |